# George Stewardson Brady

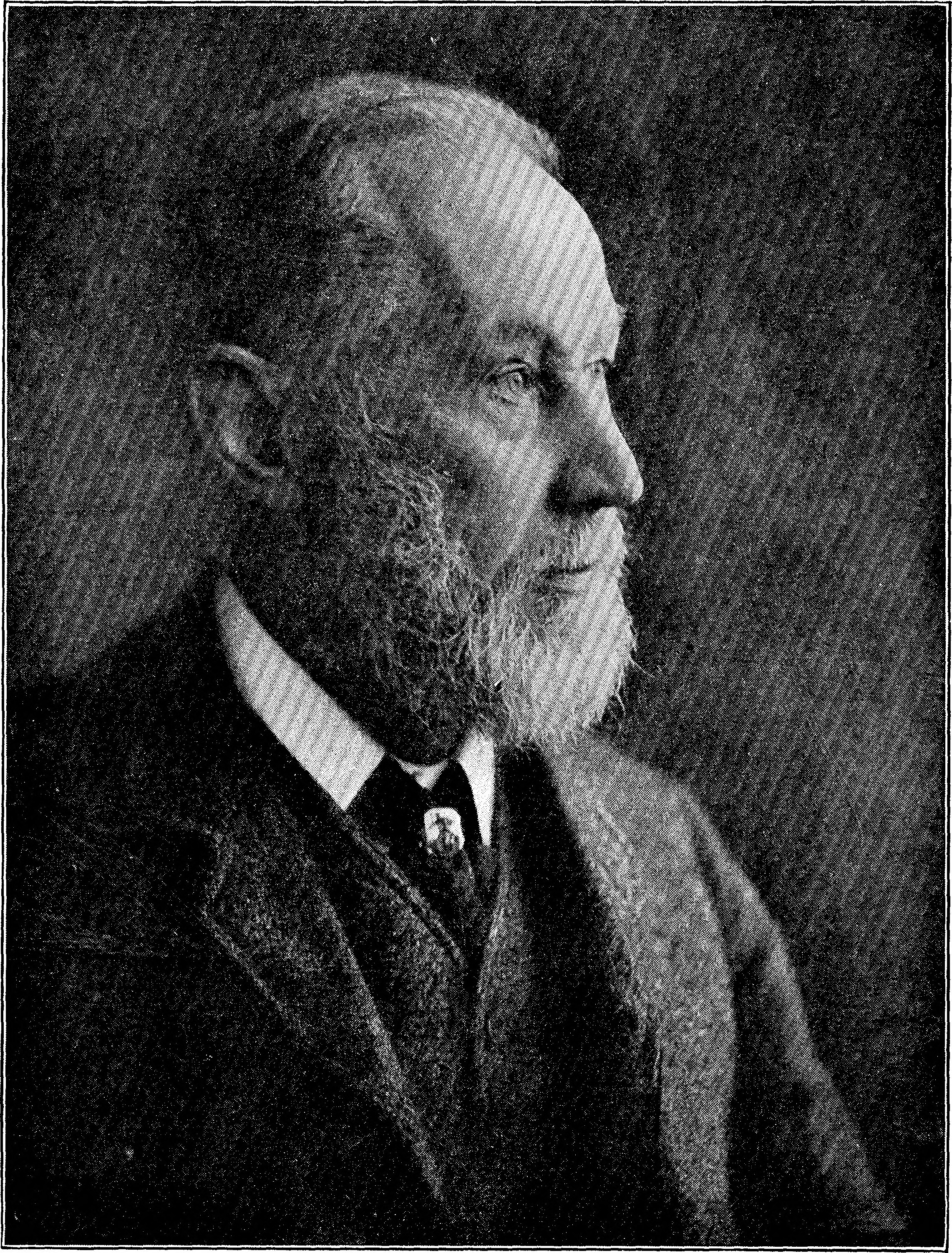
George Stewardson Brady

George Stewardson Brady  (* 18. April 1832 in Gateshead; † 25. Dezember 1921 in Sheffield) war ein britischer Zoologe und Mikropaläontologe.

## Leben
Brady studierte Medizin an der University of Durham mit dem Abschluss des LSA (Licence of the Society of Apothecaries) und MRCS (Member of the Royal College of Surgeons) 1853 sowie einem späteren MD Abschluss 1876.
Er befasste sich insbesondere mit Ostracoden und Copepoden und bearbeitete das entsprechende Material der Challenger-Expedition.
Zu seinen Ehren zu der seines Bruders Henry Bowman Brady (ebenfalls ein Pionier der Mikropaläontologie in Großbritannien) wurde die Brady Medal der The Micropalaeontological Society benannt. Ab 1875 praktizierte er als Arzt in seinem Sunderland und war 1875 bis 1906 Professor für Naturgeschichte am Armstrong College und Hancock Museum in Newcastle-upon-Tyne (danach mit einer Ehren-Professur).
1882 wurde er Fellow der Royal Society. Er erhielt einen L.L.D. ehrenhalber der University of St Andrews und einen Ehrendoktor (D. Sc.) der University of Durham (1893). Eine ganze Reihe von marinen Krebstieren ist nach ihm benannt. Er war korrespondierendes Mitglied der Linne-Gesellschaft in Bordeaux und der Academy of Natural Sciences in Philadelphia und Vizepräsident der North of England Microscopical Society.

## Schriften
- A Monograph of the Free and Semi-parasitic Copepoda of the British Isles, 3 Bände, Ray Society 1880